# Nördlicher Shukpa-Kunchang-Gletscher
Der Nördliche Shukpa-Kunchang-Gletscher befindet sich im östlichen Karakorum im indischen Unionsterritorium Ladakh.
Der 31 km lange Gletscher befindet sich im Saser Muztagh. Der Nördliche Shukpa-Kunchang-Gletscher strömt von der Ostflanke des 7672 m hohen Saser Kangri in östlicher Richtung durch das Gebirgsmassiv des Saser Muztagh. Der Südliche Shukpa-Kunchang-Gletscher verläuft weiter südlich. Die Täler beider Gletscher vereinigen sich 11 km unterhalb der Gletscherzunge des Nördlichen Shukpa-Kunchang-Gletschers. Nach weiteren 10 km erreicht das Schmelzwasser das rechte Flussufer des Shyok-Oberlaufs.